# Biserica de lemn Sfinții Voievozi din Voiteștii din Vale

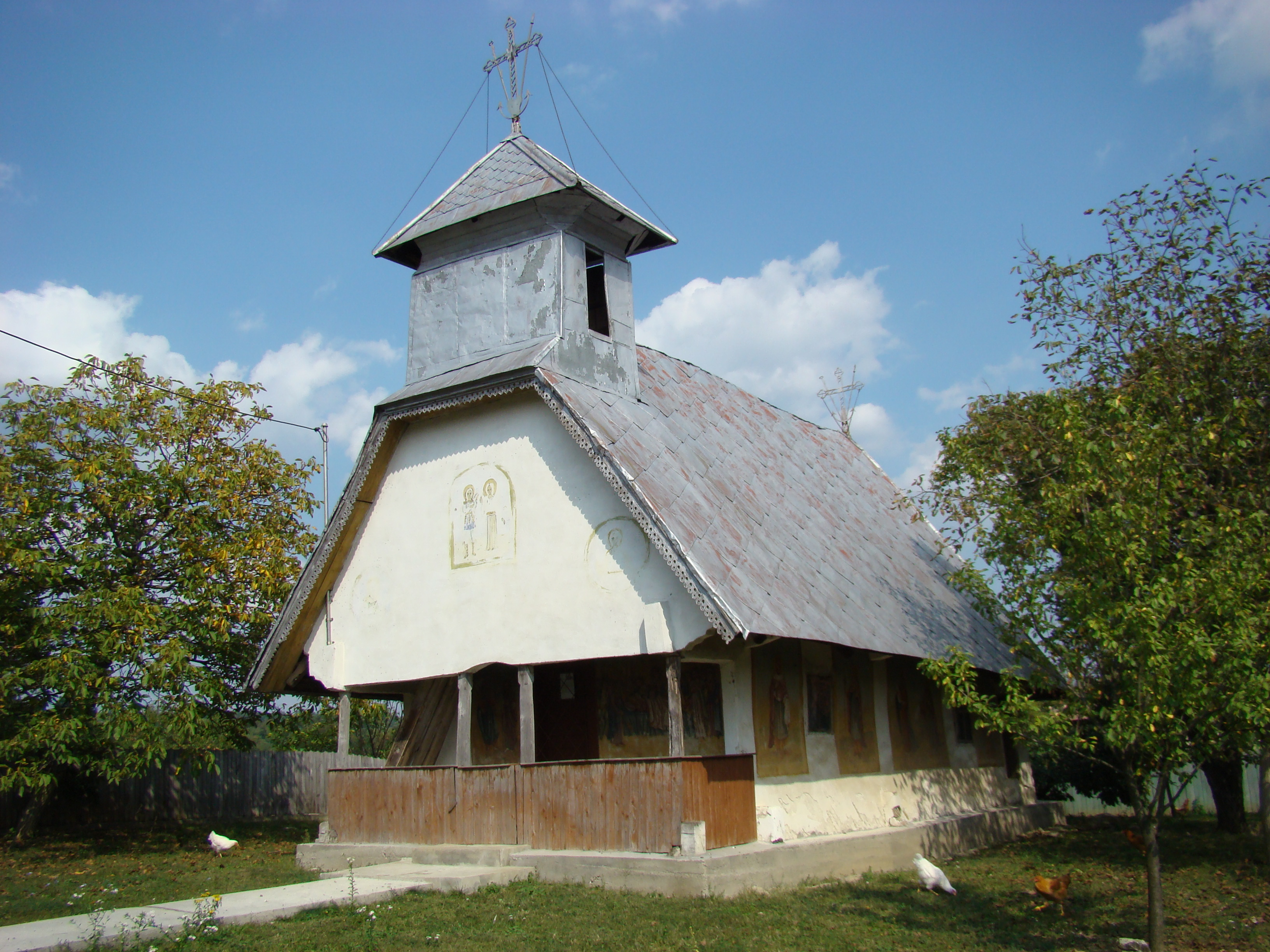
Biserica de lemn „Sfinţii Voievozi” din Voiteştii din Vale, comuna Bălăneşti, județul Gorj, foto: septembrie 2009.

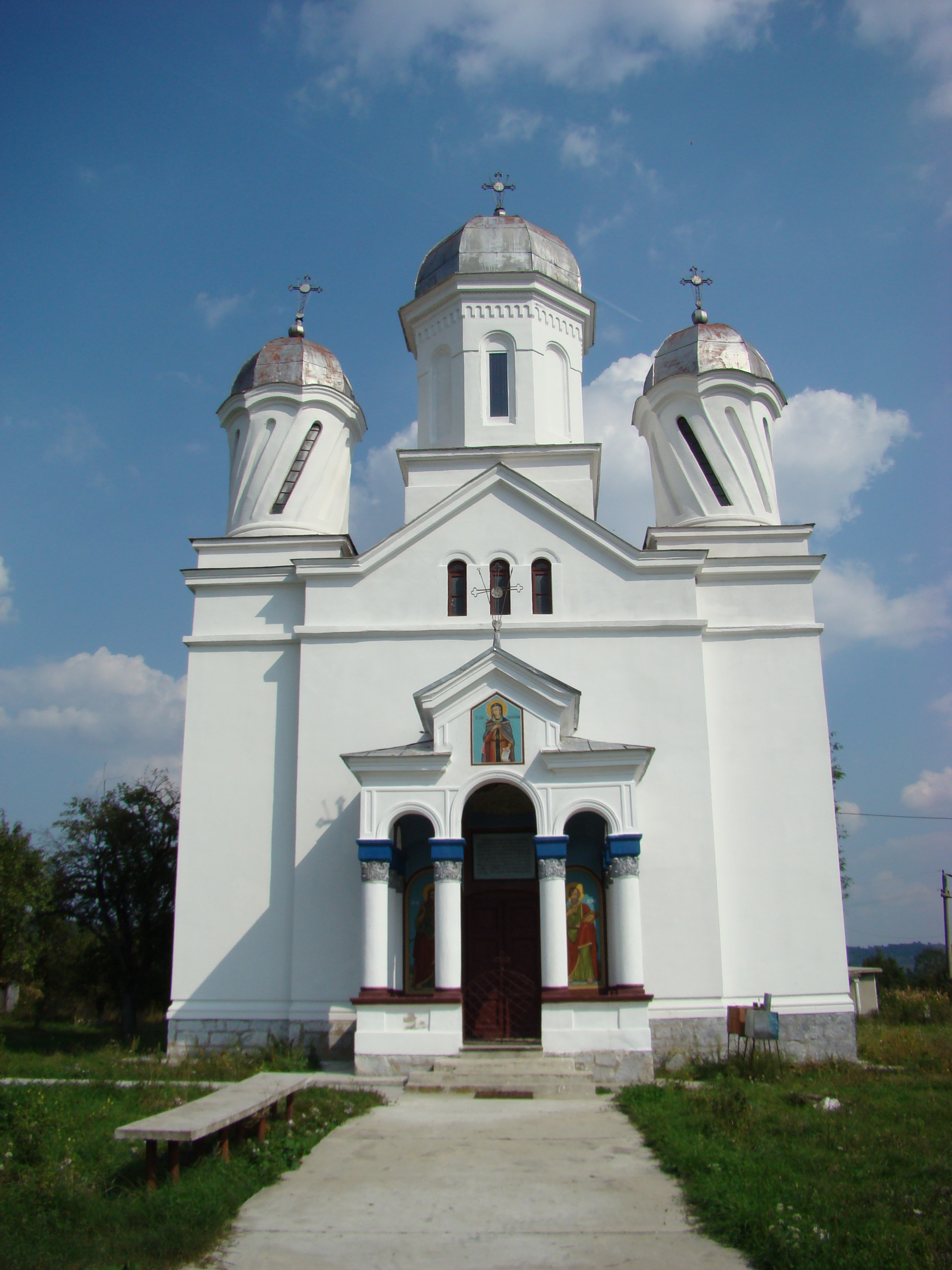
Biserica de zid din Voiteştii din Vale, hram „Cuvioasa Parascheva”, ridicată în 1904.

Biserica de lemn din Voiteștii din Vale, comuna Bălănești, județul Gorj, datează cu aproximație din 1794. Are hramul „Sfinții Voievozi”. Biserica se află pe noua listă a monumentelor istorice sub codul LMI:  GJ-II-m-B-09457; pe lista monumentelor istorice biserica figurează eronat ca fiind  în Voiteștii din Deal.

## Istoric și trăsături
Este clădită din lemn în anul 1794, pe temelie de piatră, acoperită cu scânduri de lemn, prinse cu cuie de lemn, peste care s-a tras mai târziu un înveliș de tablă vopsită. Este situată în satul Voitești-vale (cătunul Tășcăi) la bifurcarea șoselei Bălănești-Glodeni cu șoseaua Voitești-Grui. Are pronaos, naos și altar, catapeteasmă de lemn închisă cu uși împărătești lucrate artistic, simbolizând vița de vie cu ciorchini de struguri. Pe perete deasupra ușii de intrare din pronaos în naos, în interiorul naosului, se găsește pisania scrisă în anul 1885, noiembrie 30, de pictorul Ion Oprișan din Dobrița-Gorj. În exterior are pridvor deschis, iar deasupra, susținută pe patru stâlpi, închisă cu blane, se găsește turla cu clopotul, în care se poate ajunge pe scara de lemn situată în partea stângă a tindei. A fost renovată și tencuită în anul 1885 de zugravul Ion Oprișan, având pictați pe pereții exteriori Sfinții Profeți, iar în dosul altarului, în medalion, Sf.Fecioară Maria și Sf.Ioan Botezătorul. În anul 1916 a fost jefuită de trupele de invazie germane, iar în anul 1925 a fost restaurată prin osteneala enoriașilor, cumpărându-se și odoare și un clopot nou. Cu această ocazie s-a refăcut și pictura la frontispiciu de pictorul N.Colonițiu, dar din cauza materialului prost întrebuințat la pictură, aceasta s-a distrus, abia putându-se observa. În anul 2004 biserica a fost electrificată și s-au efectuat reparații interioare și exterioare.

## Galerie de imagini

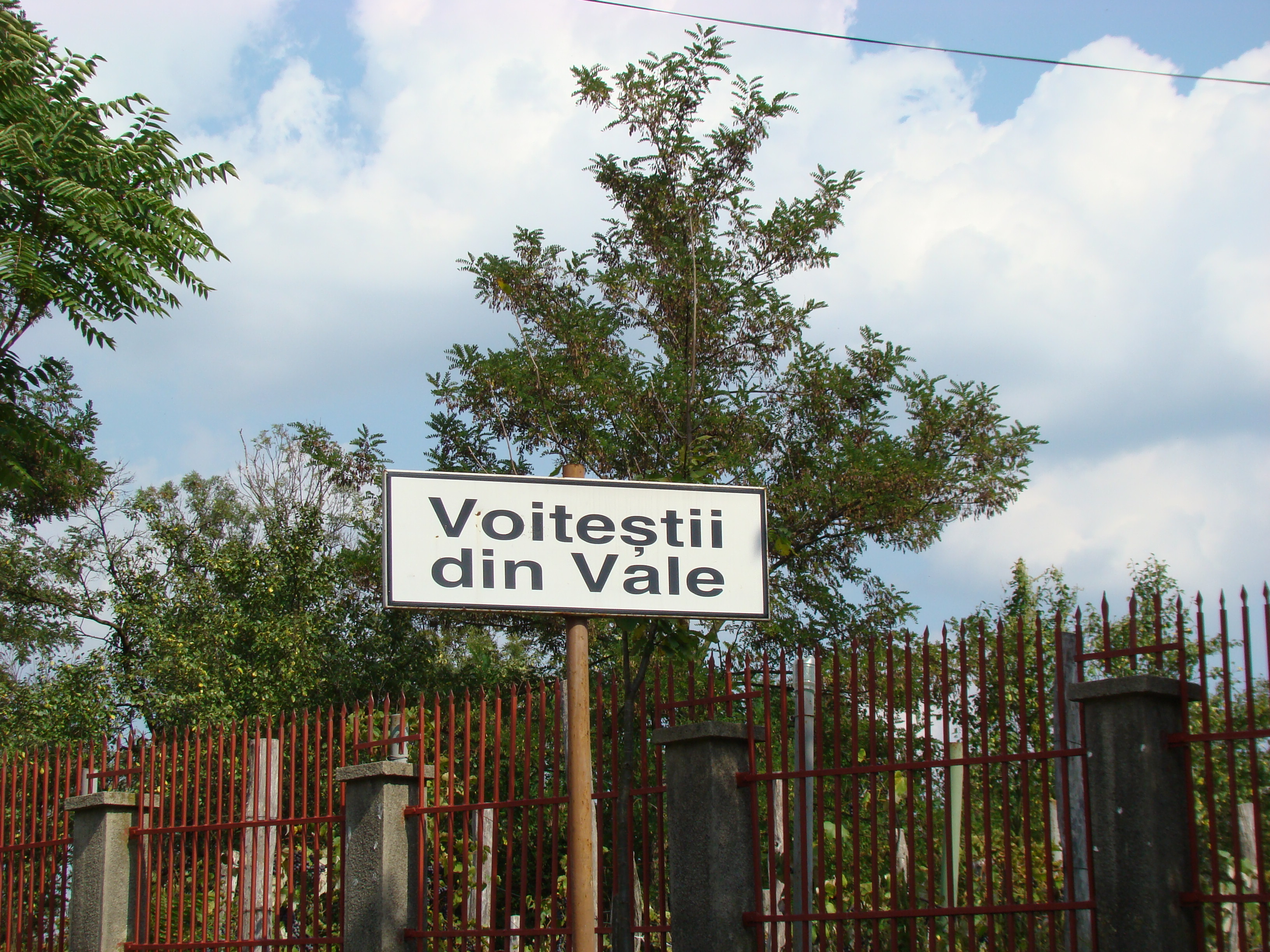
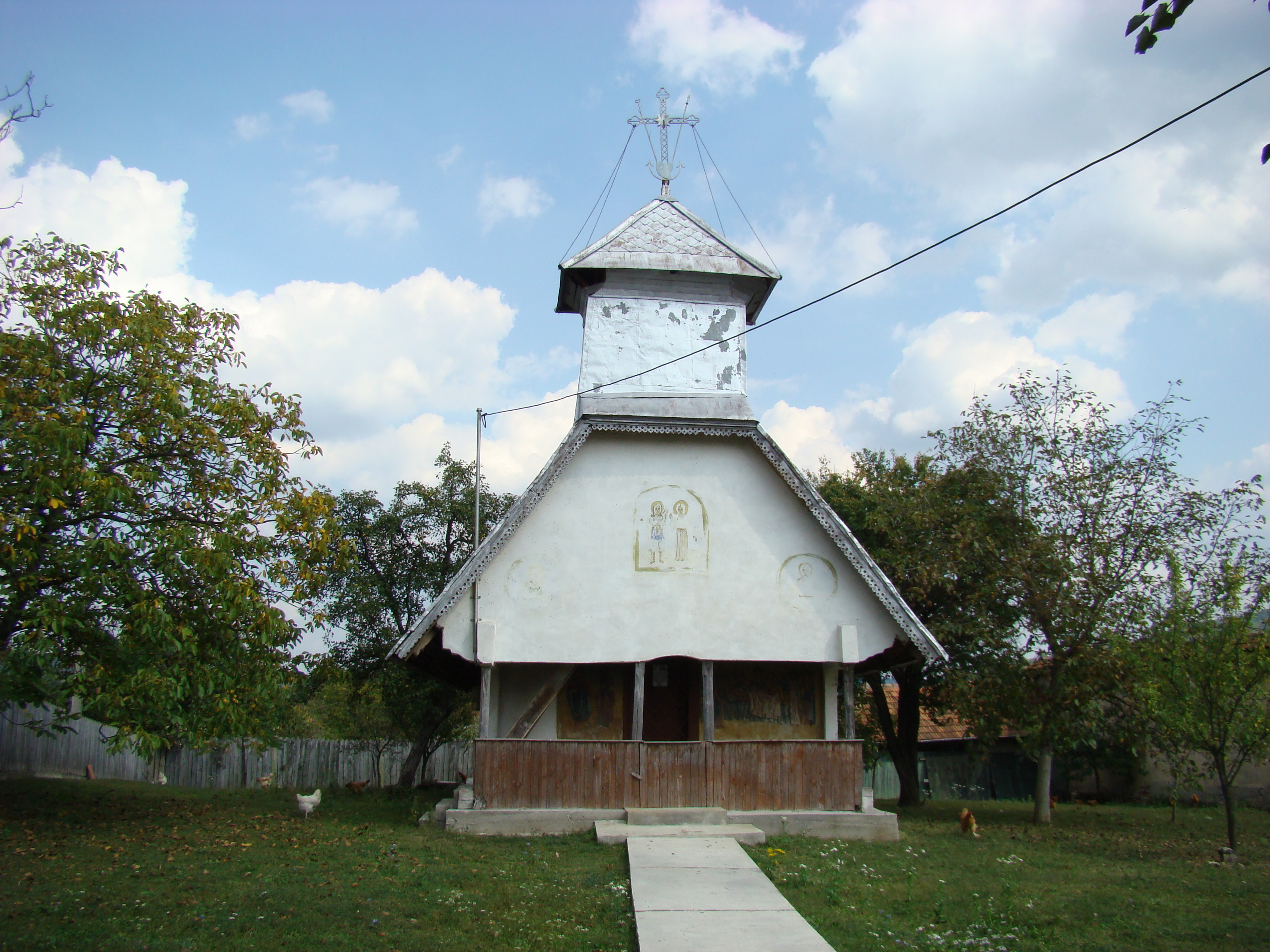
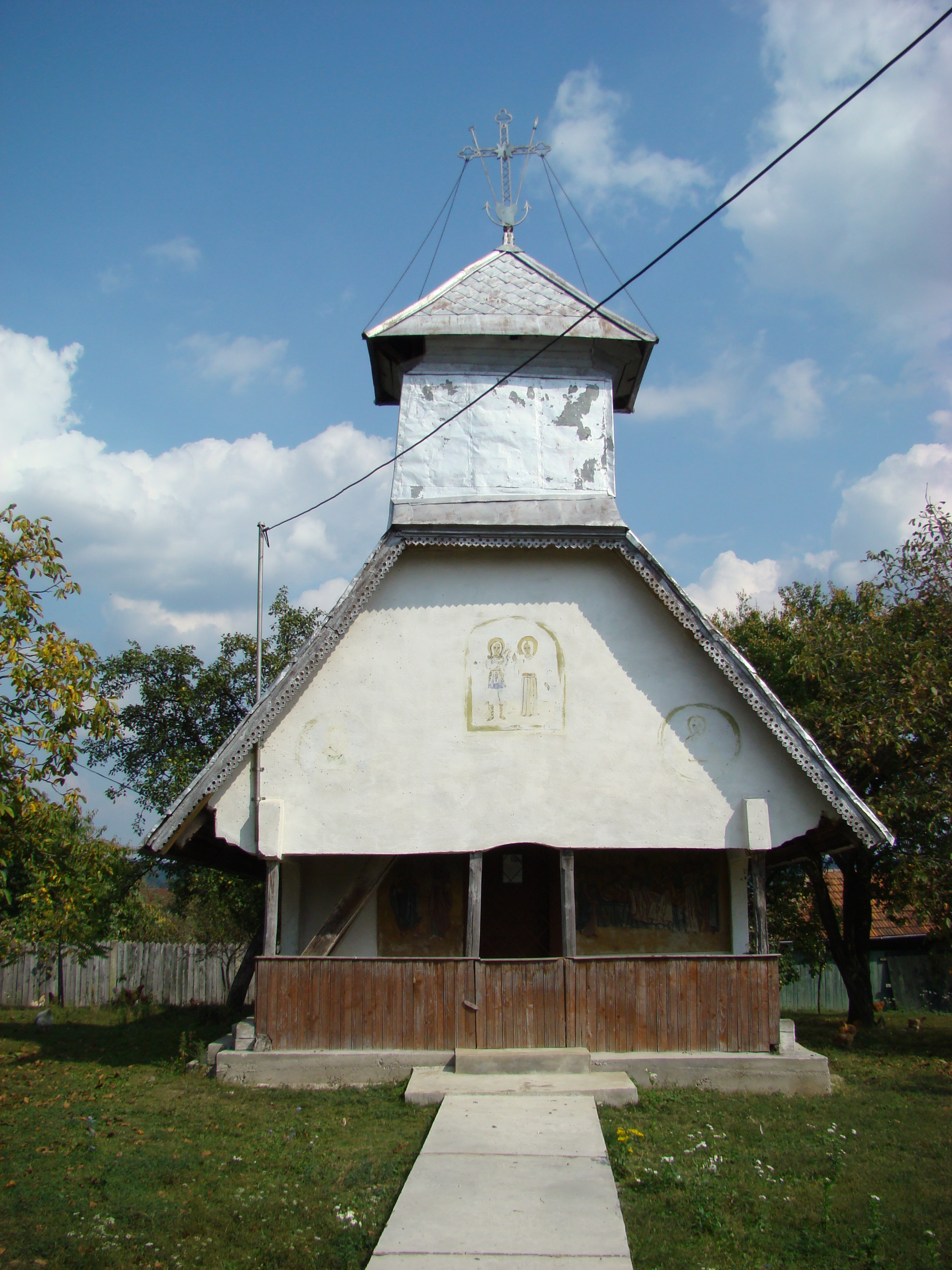
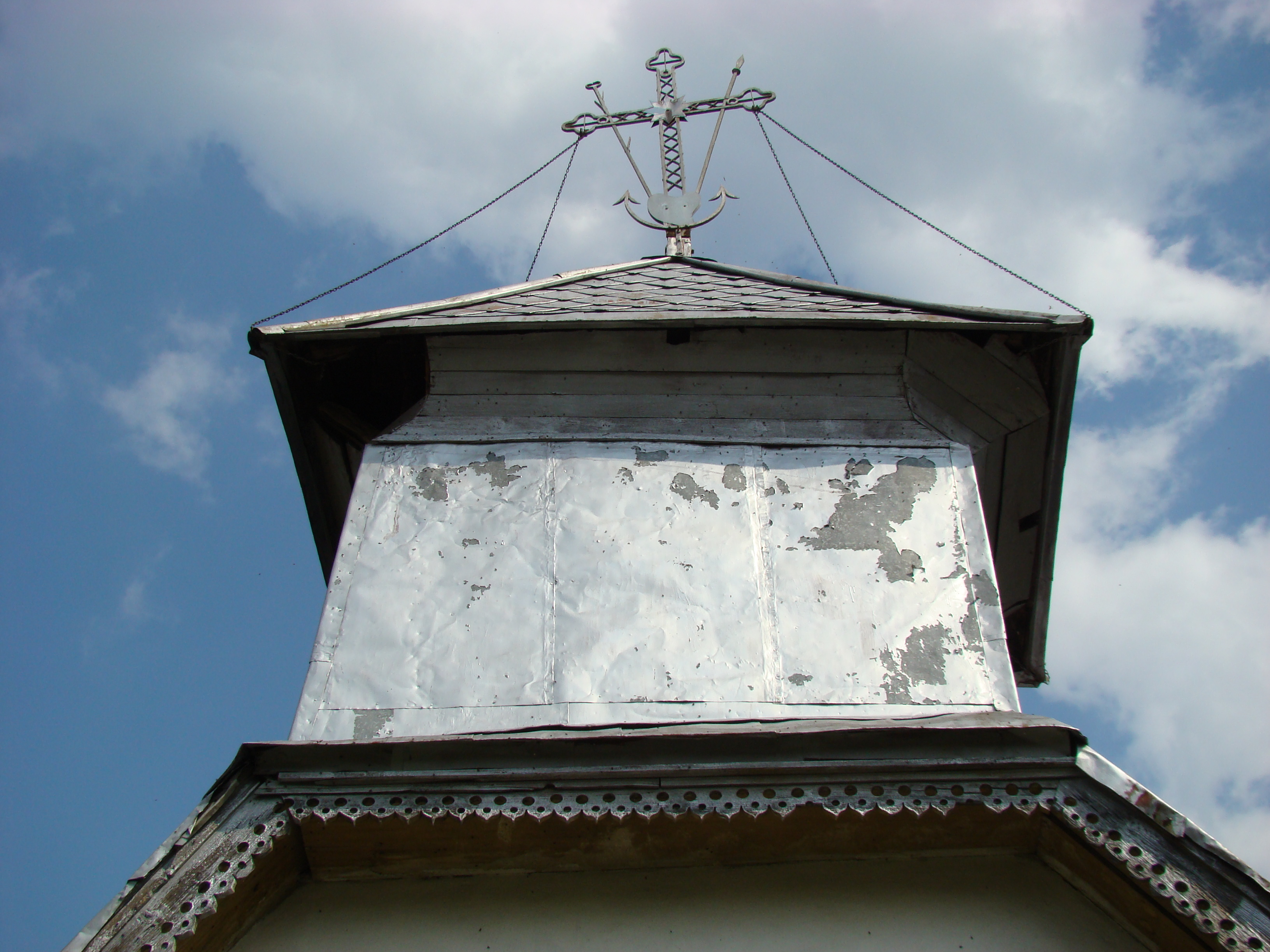
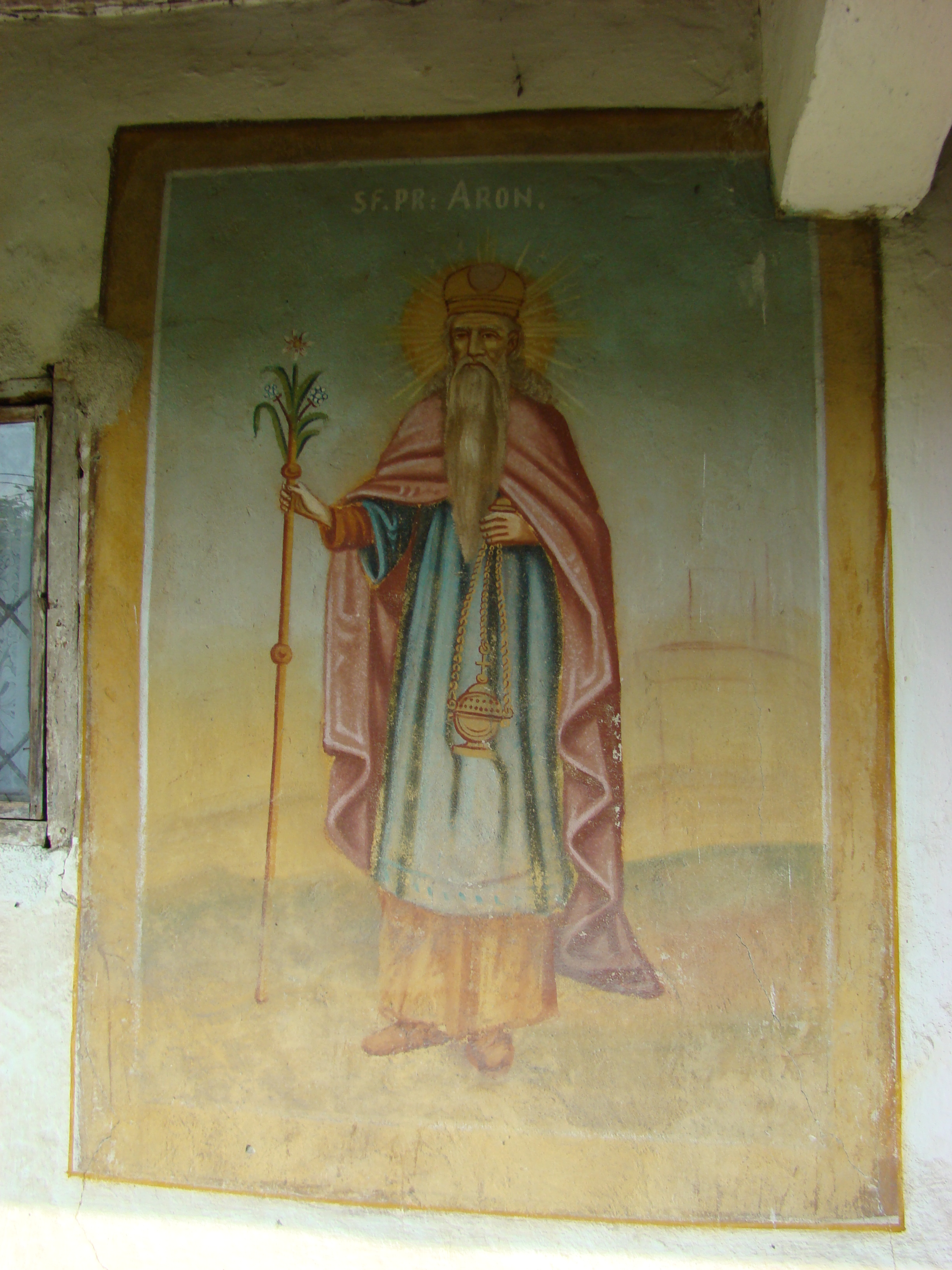
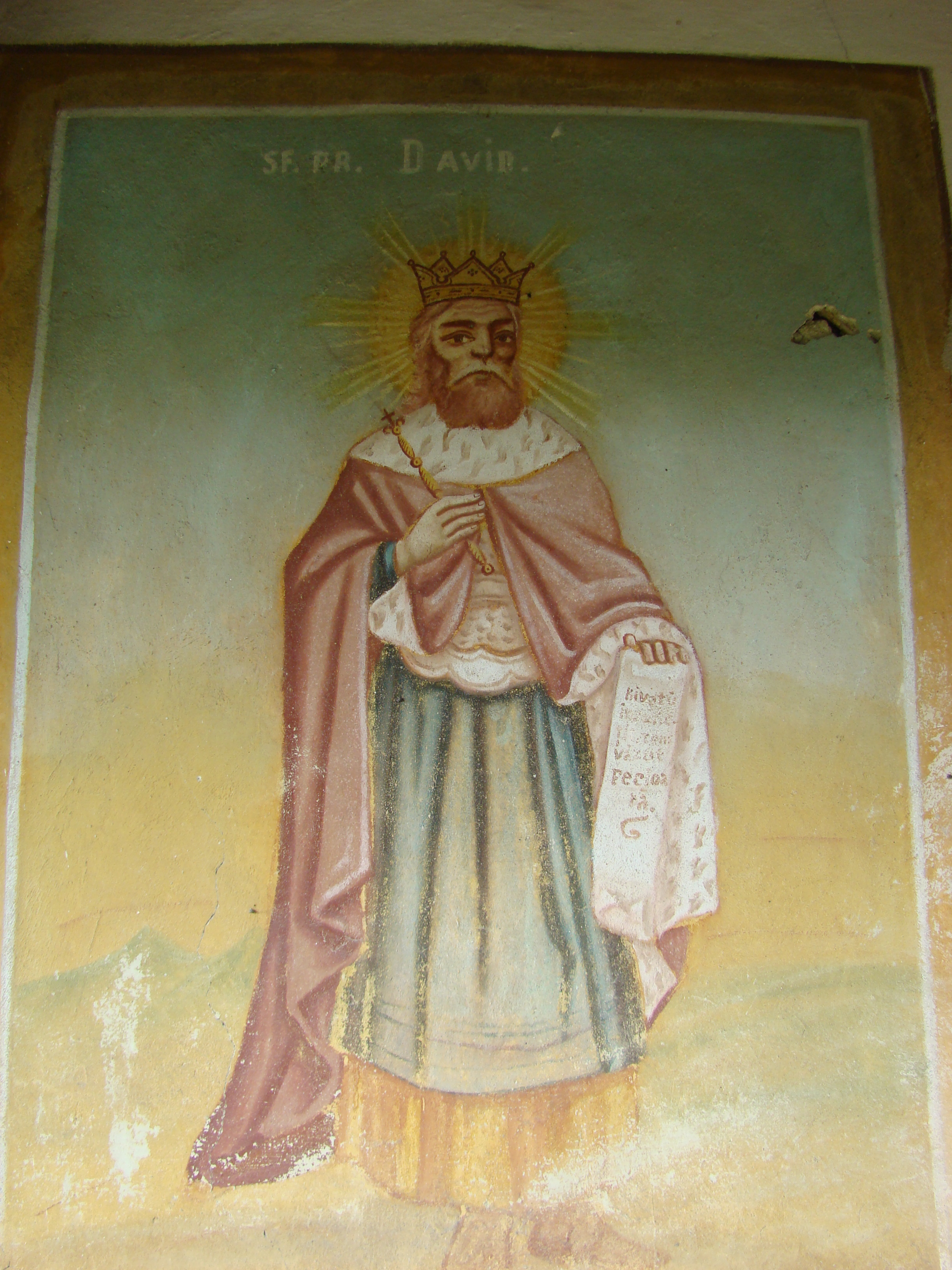
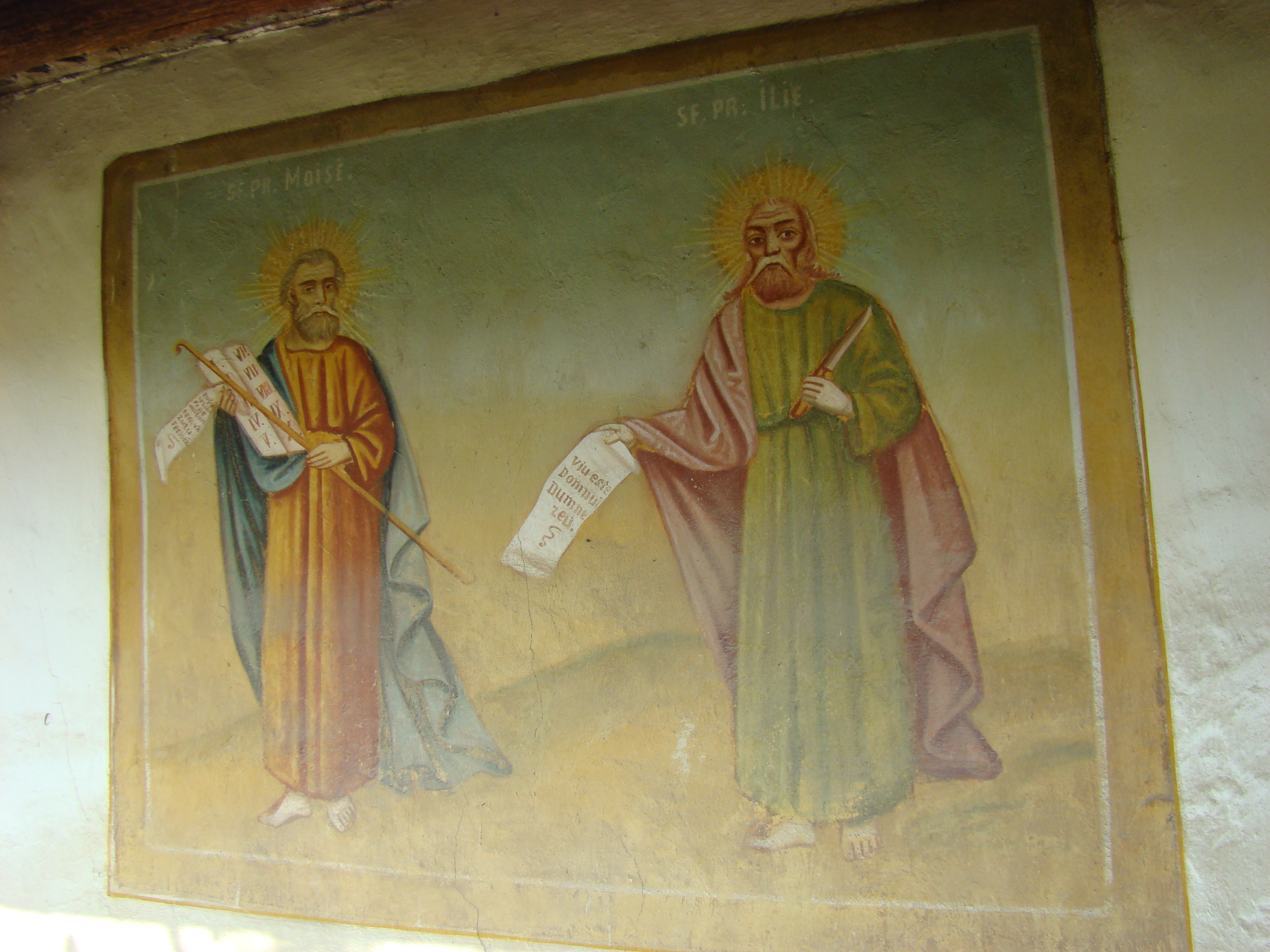
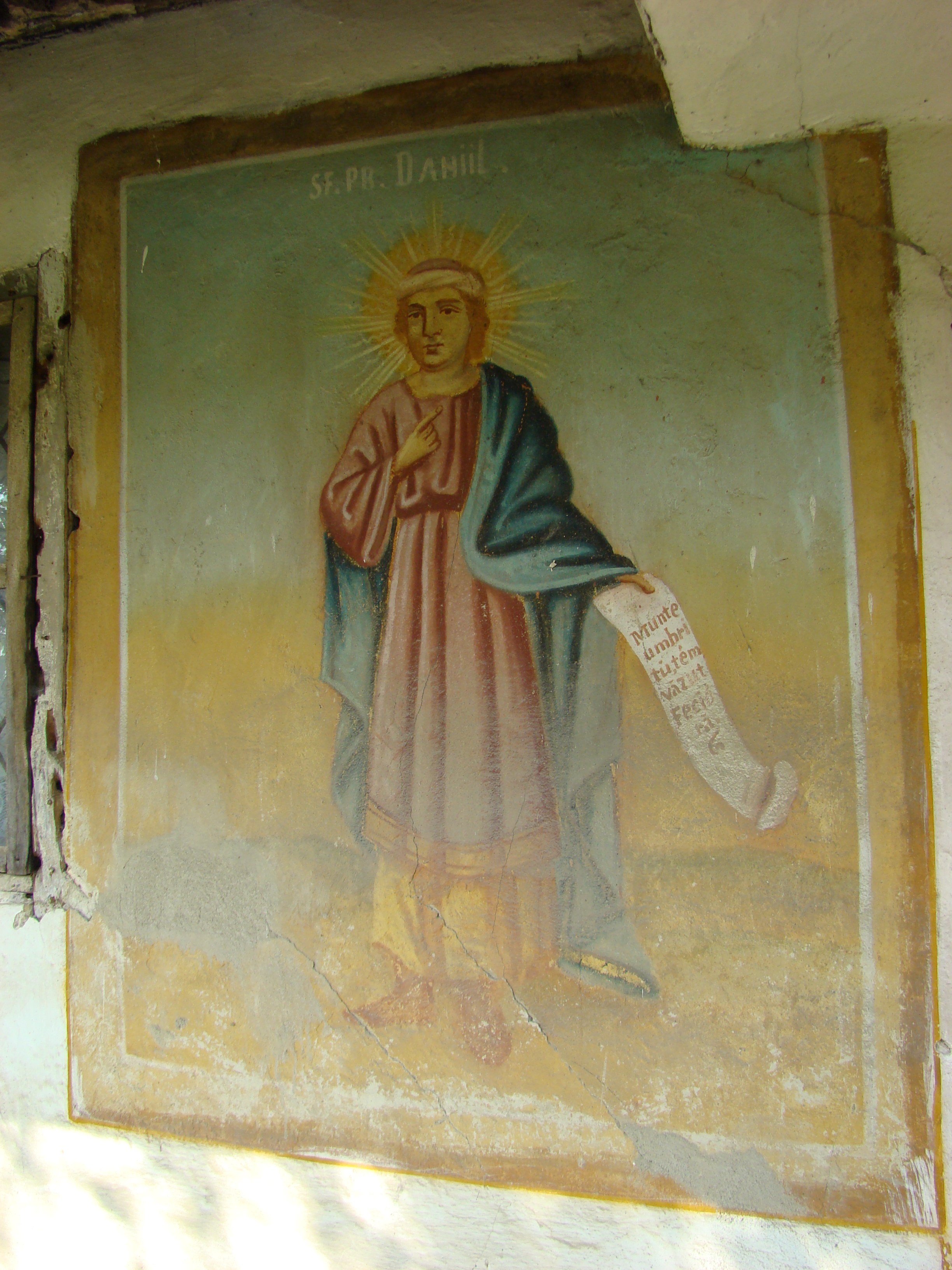
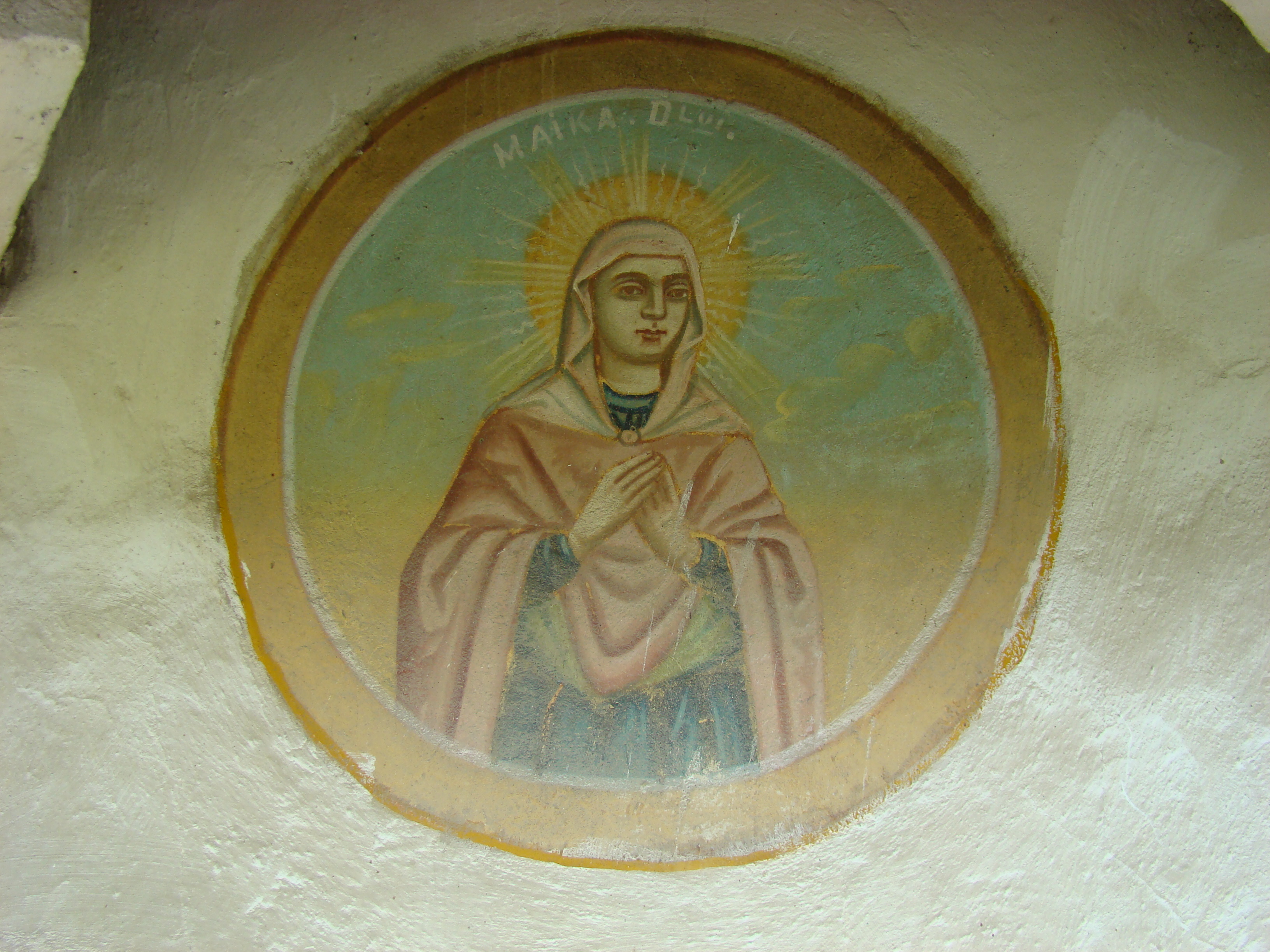
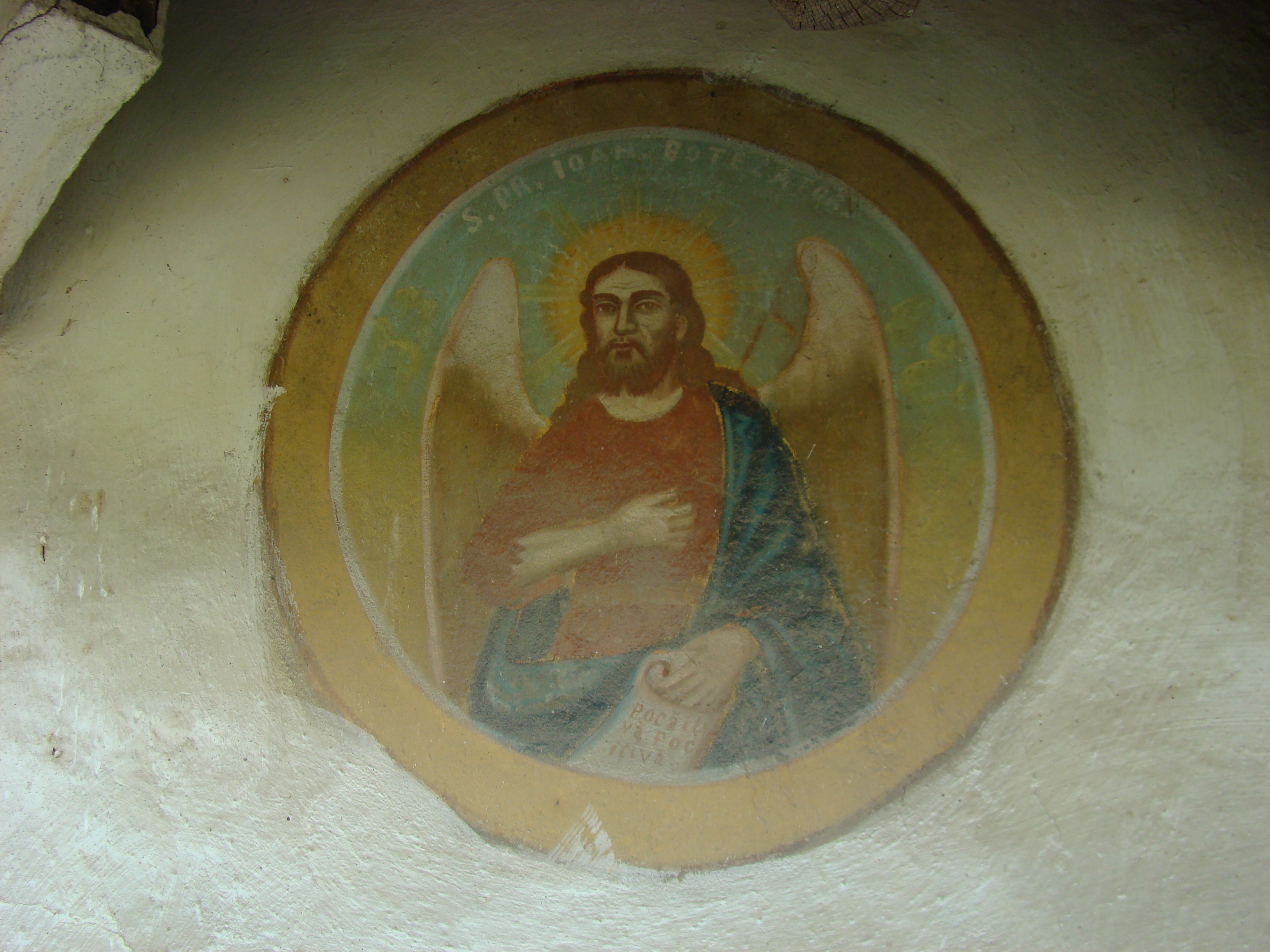
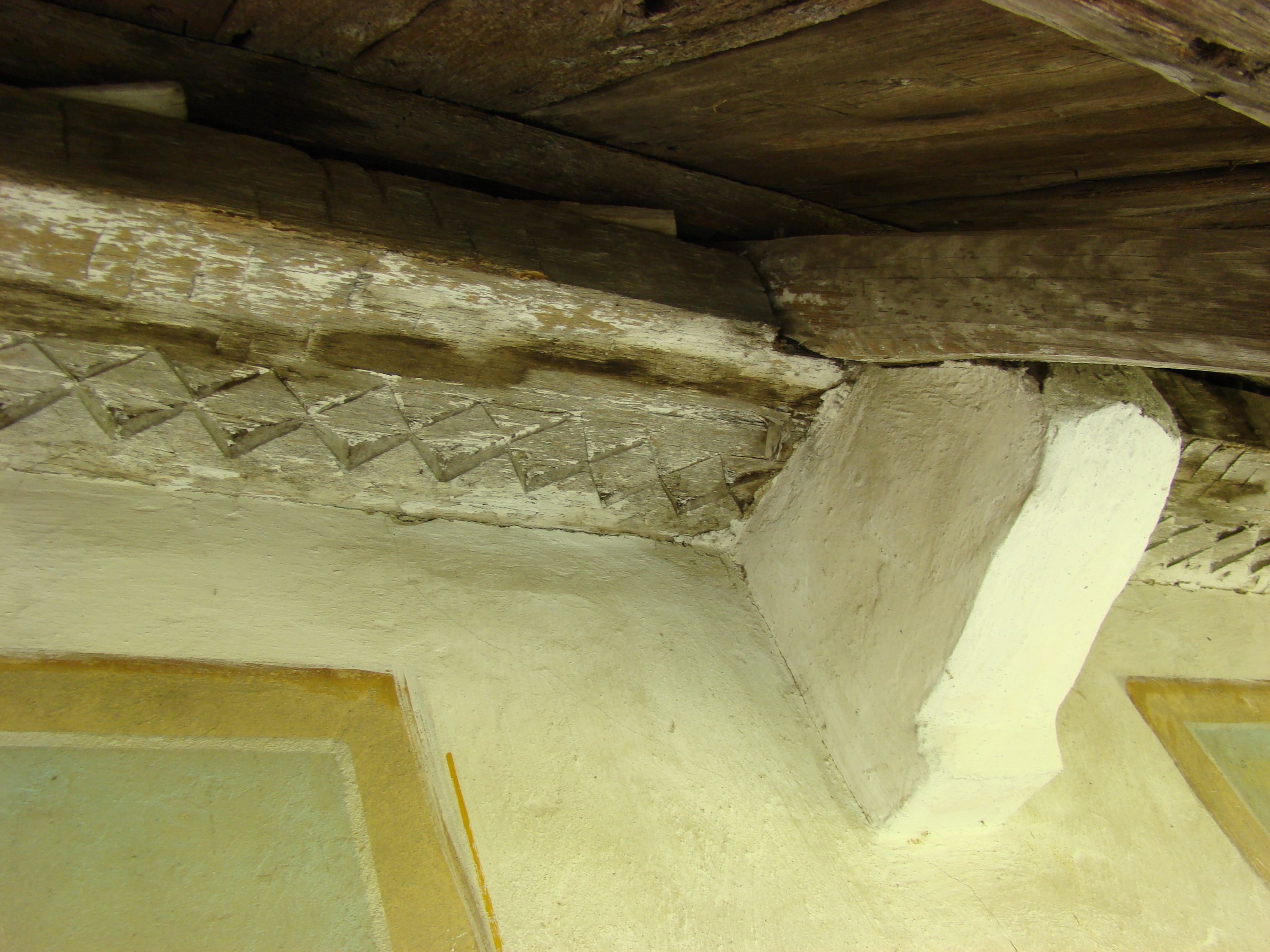
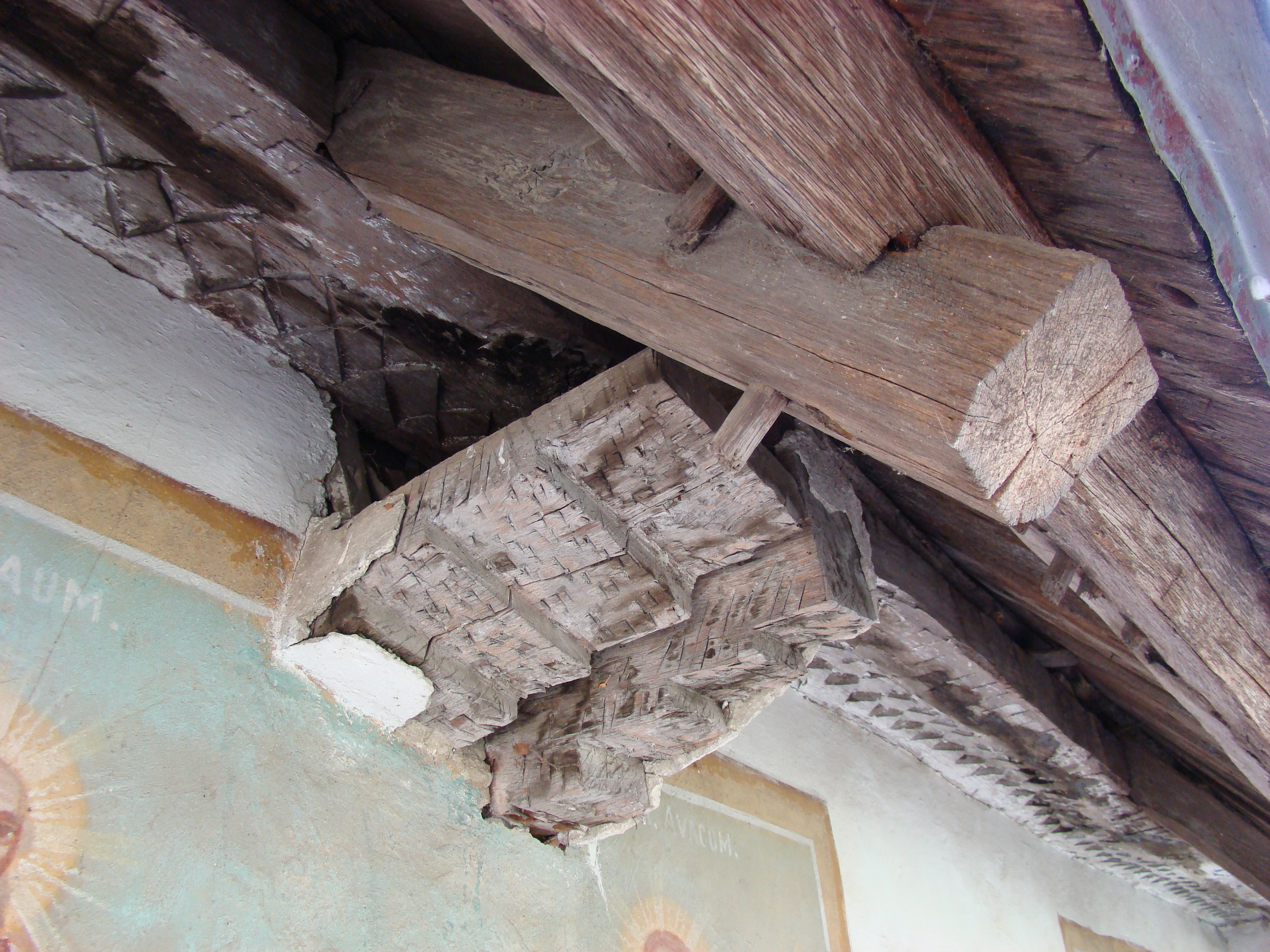
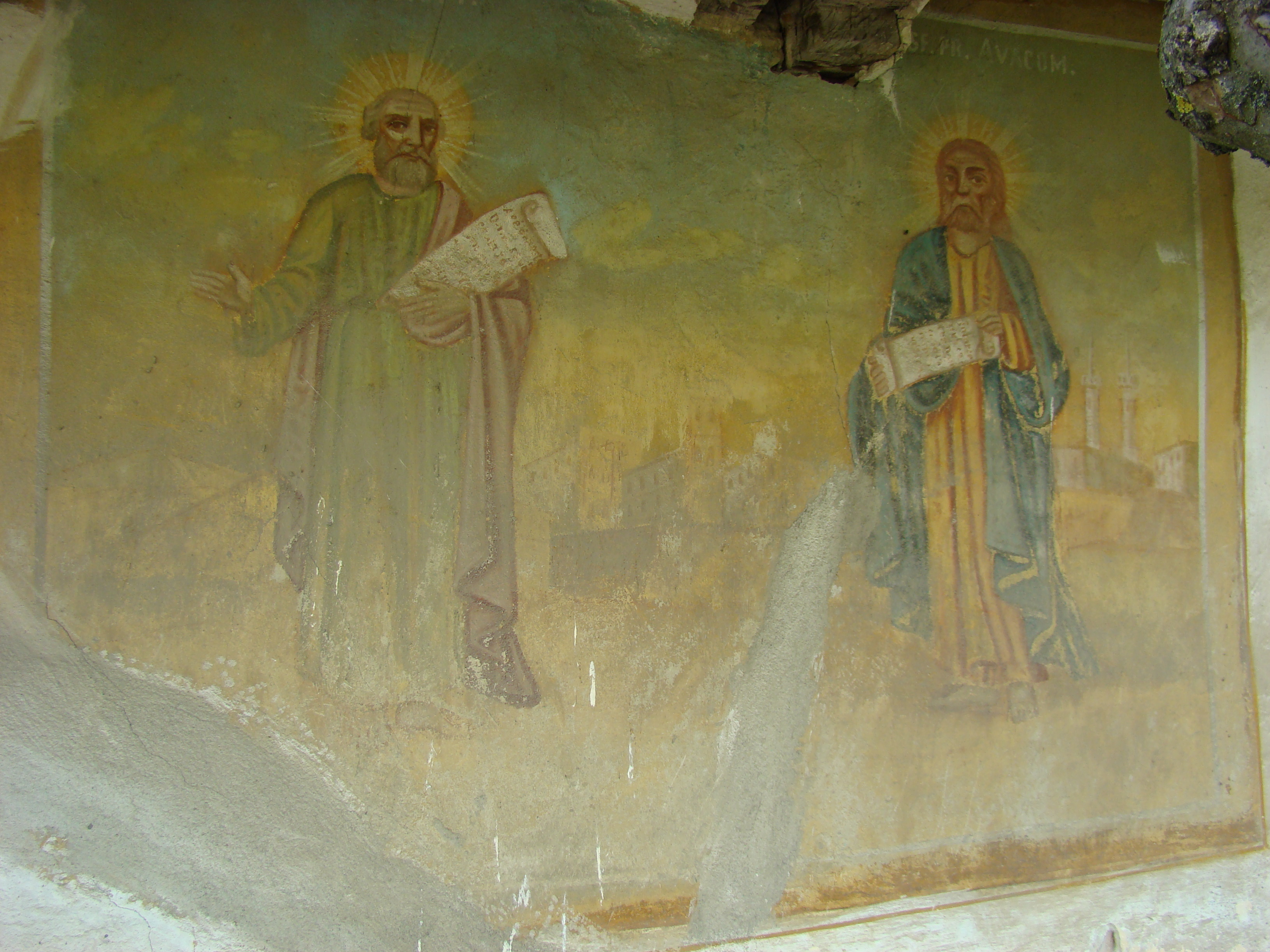
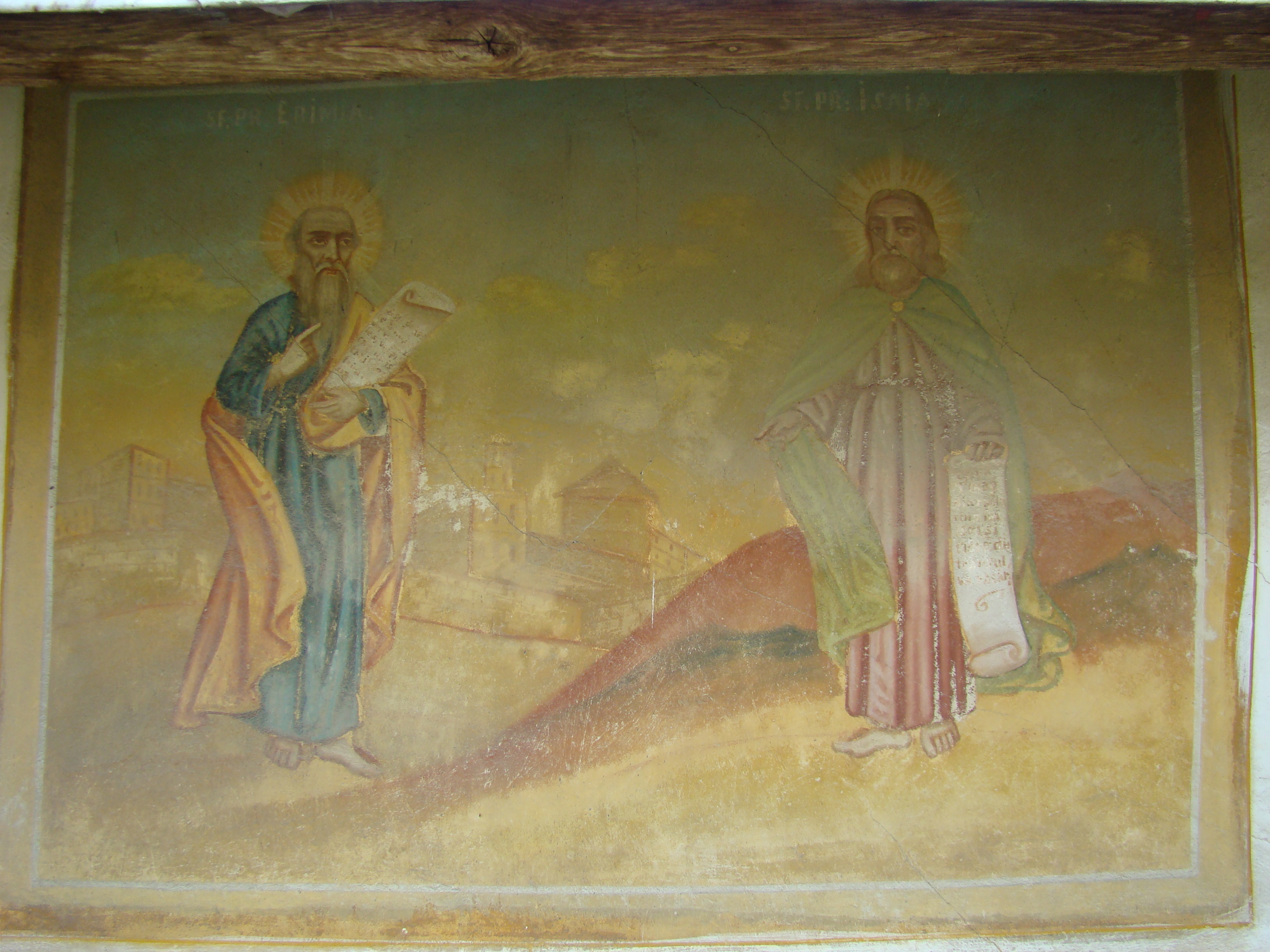
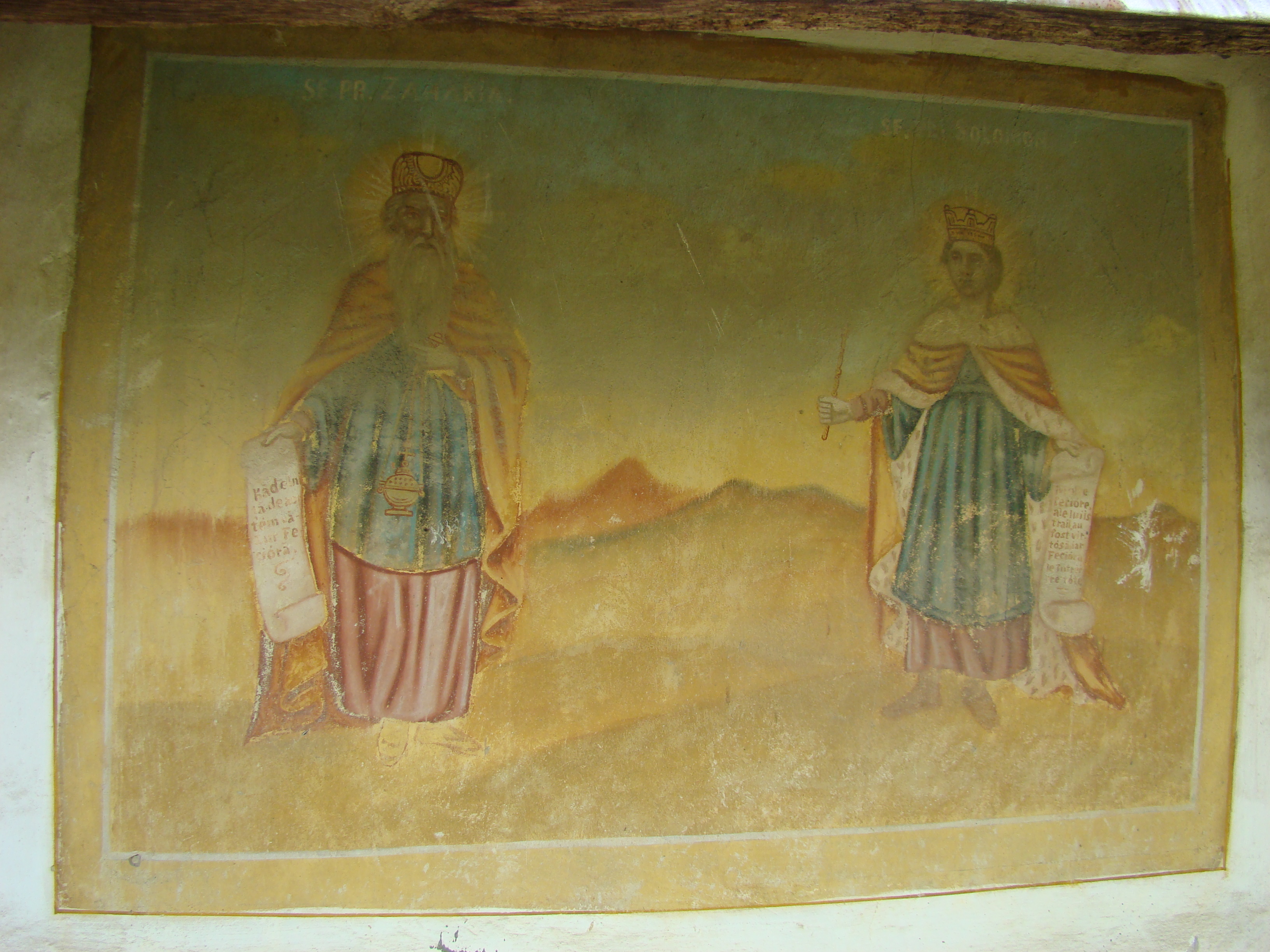
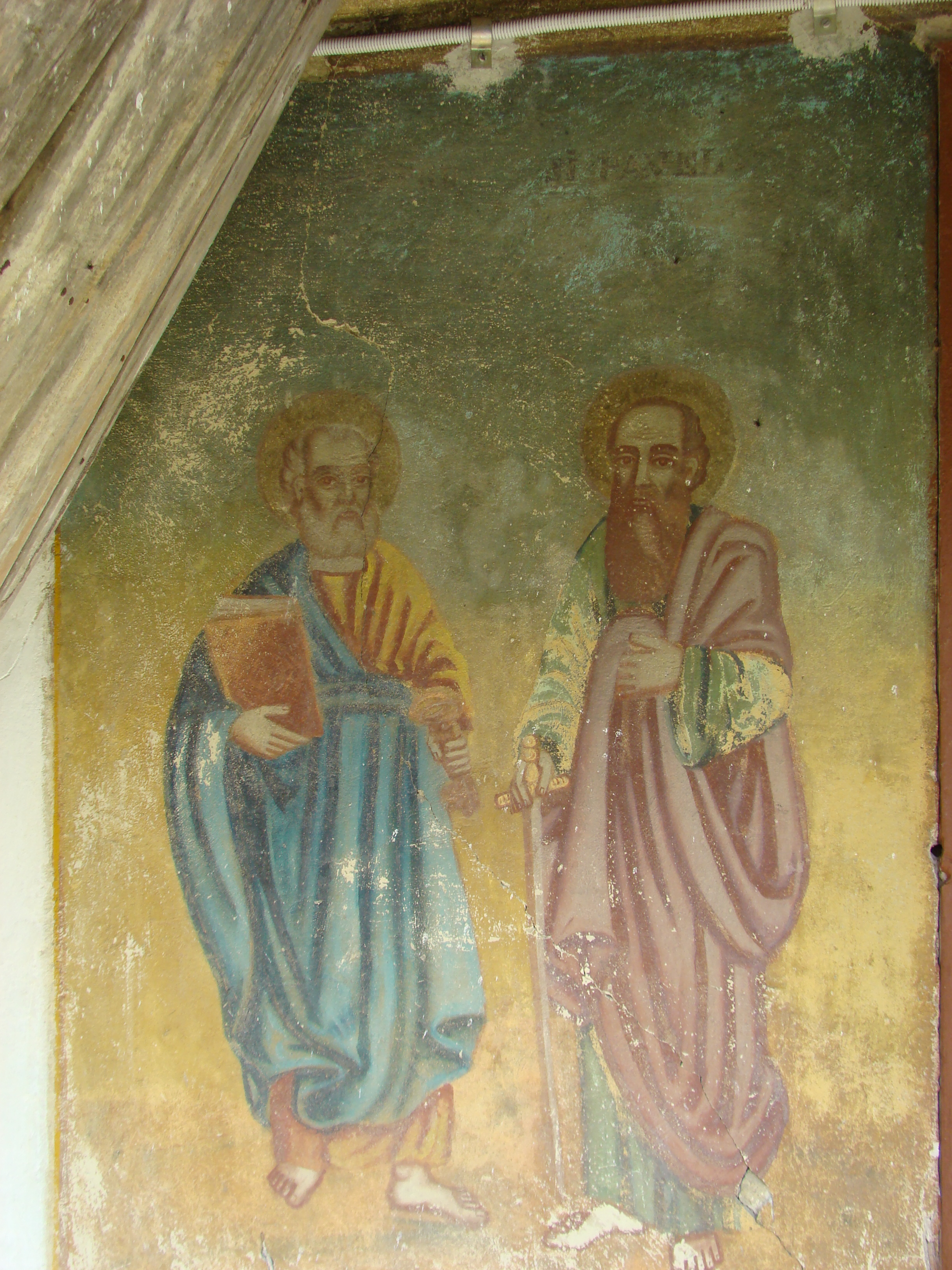
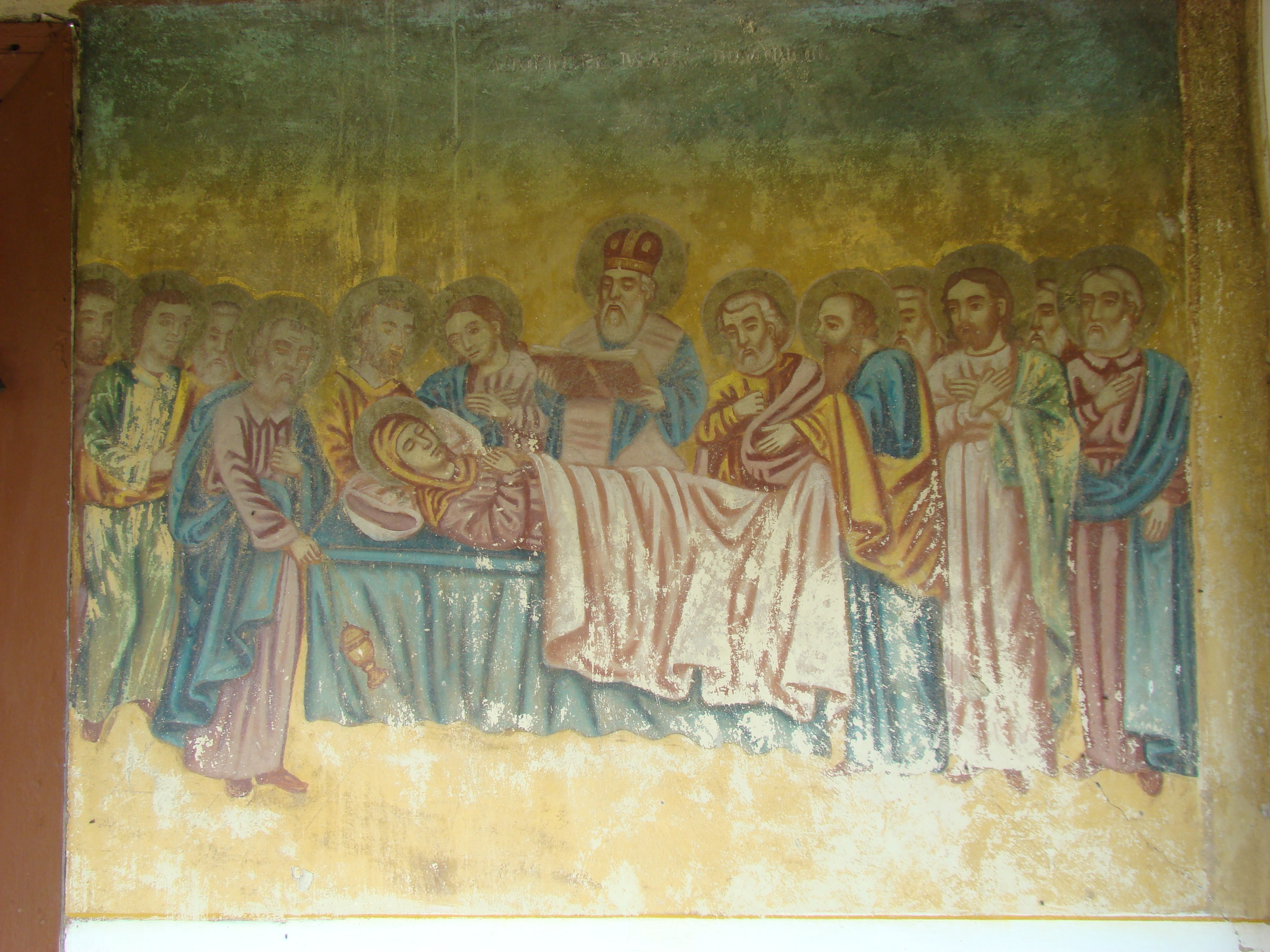
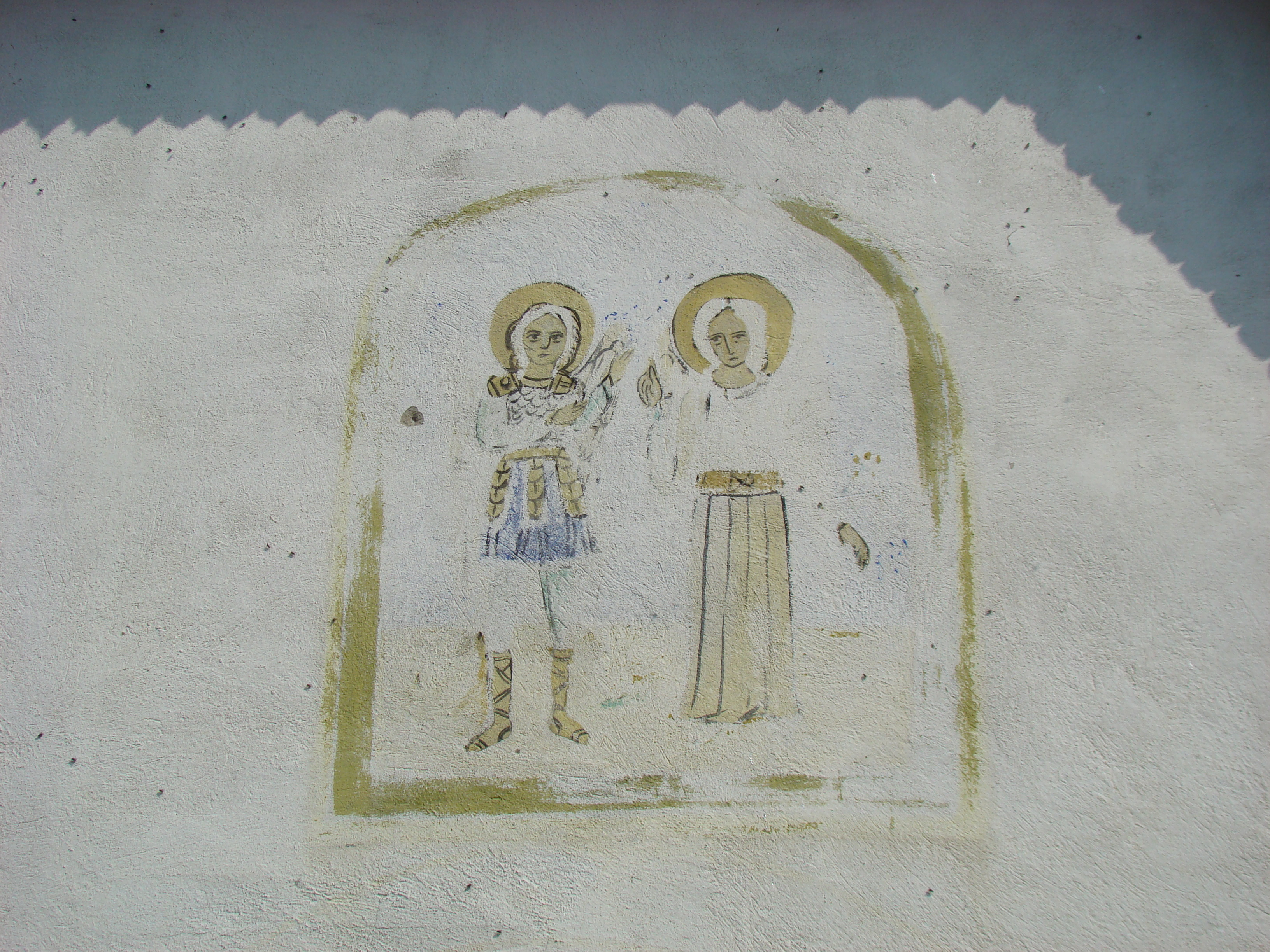
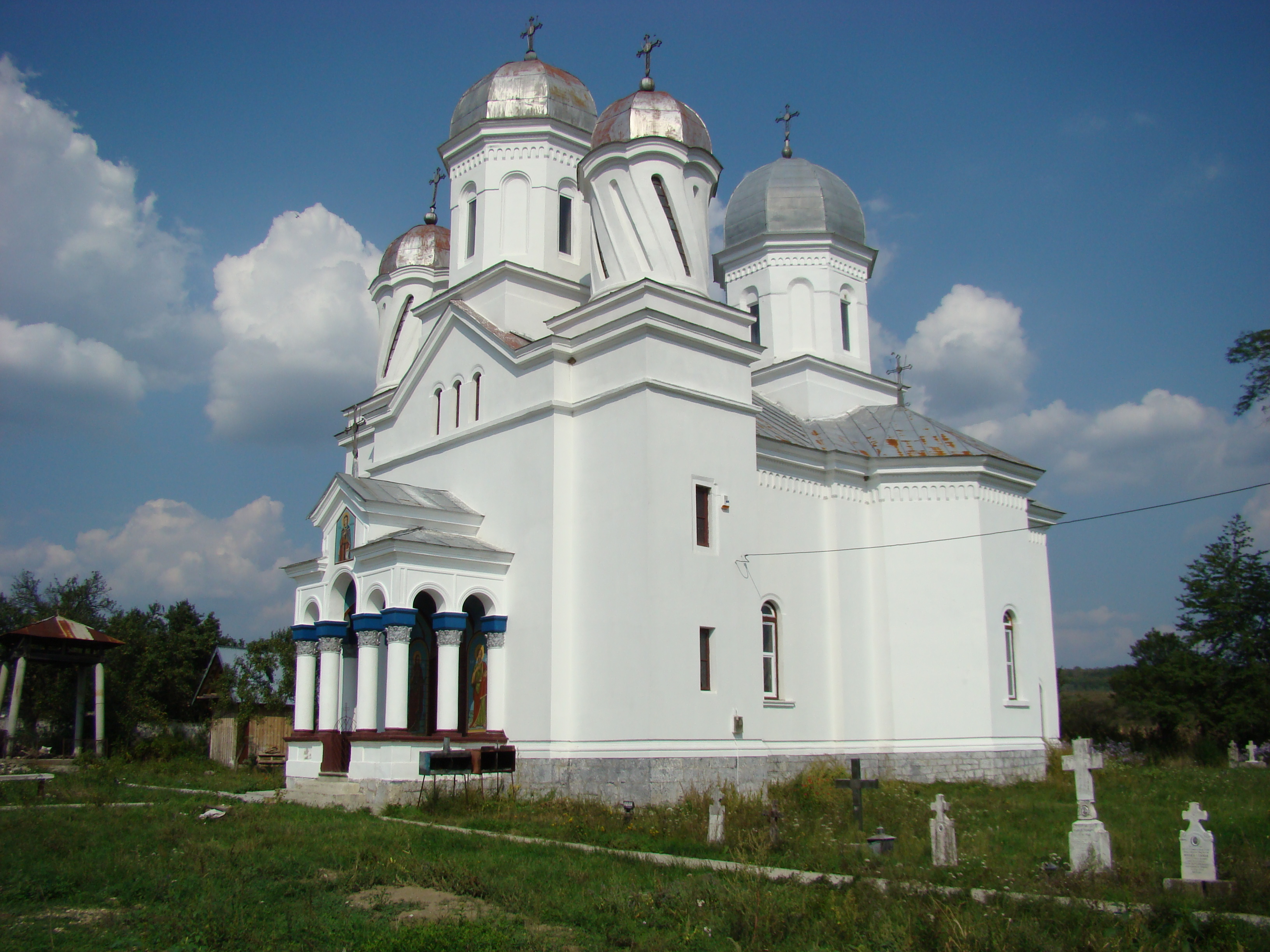
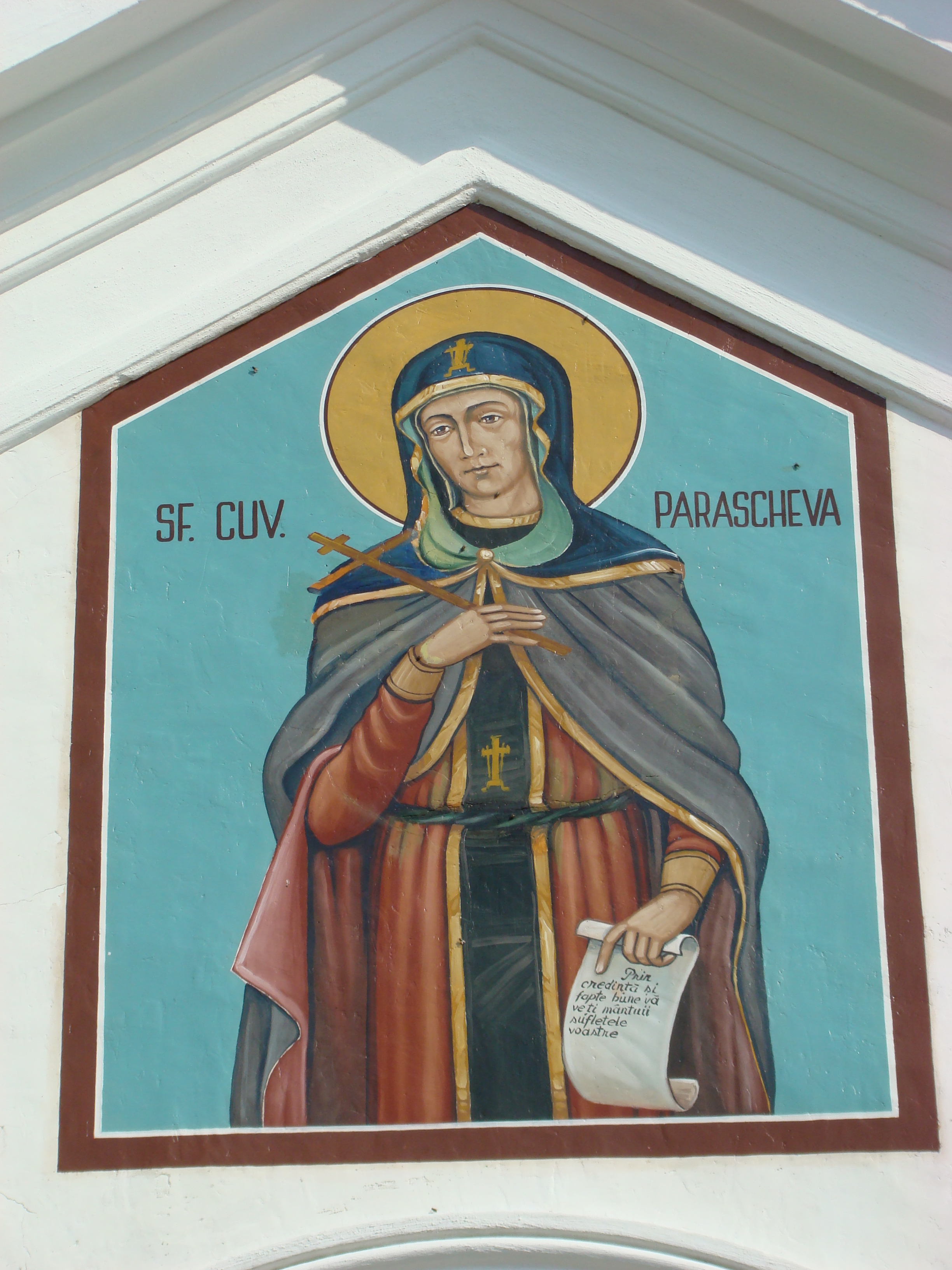
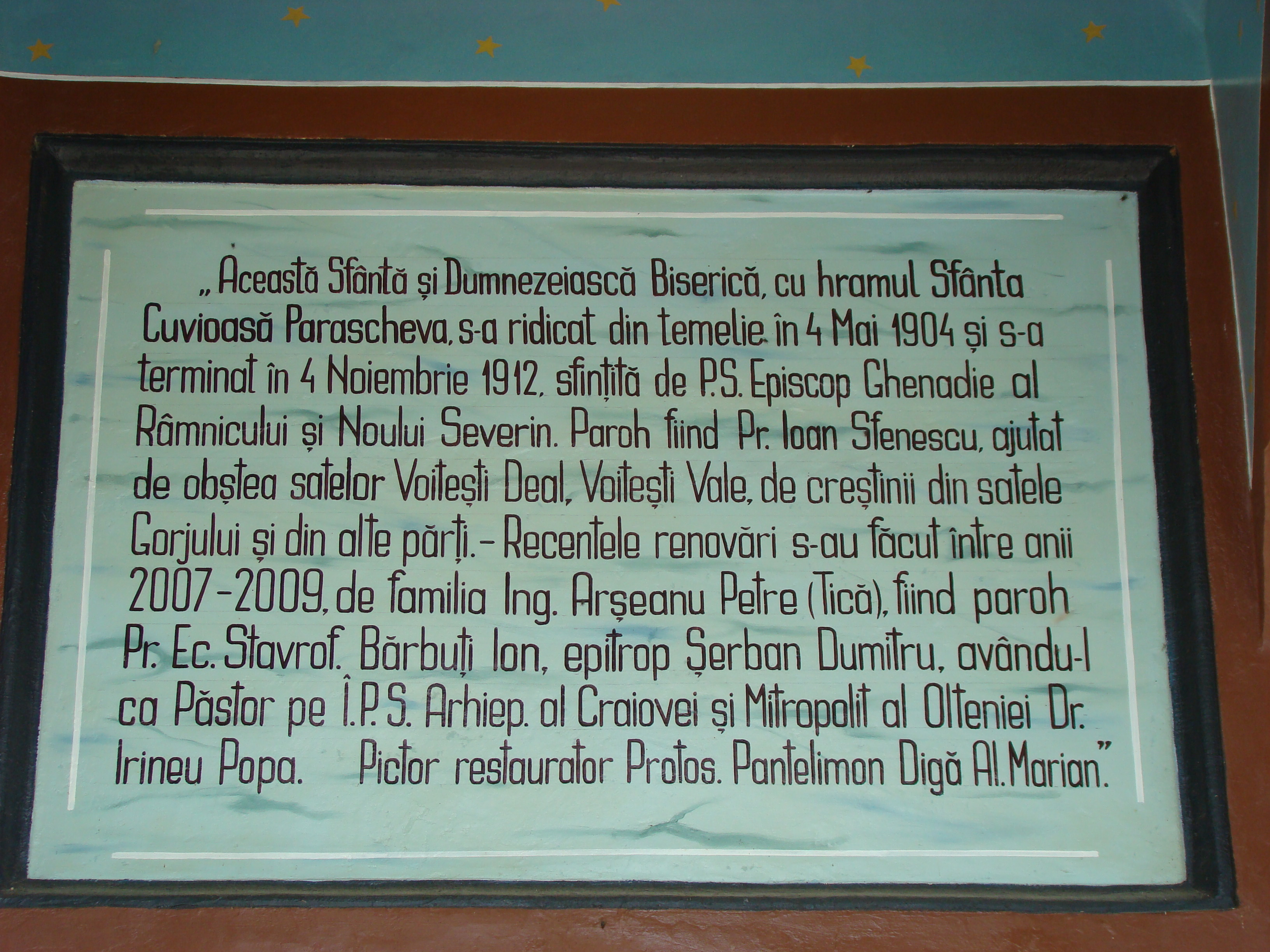
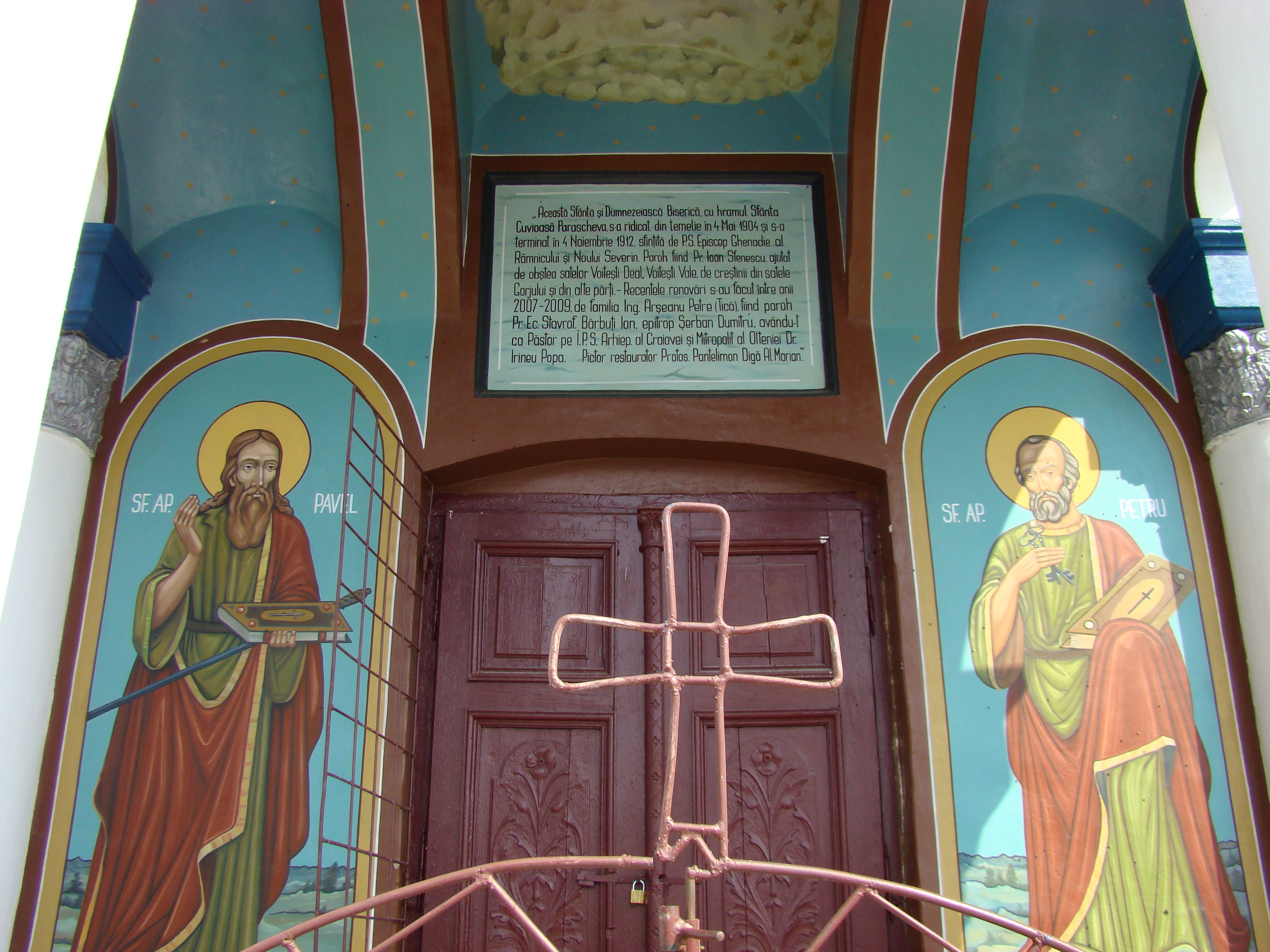